# 5545 Makarov
5545 Makarov (1978 VY14) là một tiểu hành tinh vành đai chính được phát hiện ngày 1 tháng 11 năm 1978 bởi L. V. Zhuravleva ở Nauchnyj.